# 阿雷亚尔 (巴西)
阿雷亚尔（葡萄牙語：Areal）是巴西里约热内卢州的一个市镇。总面积111.494平方公里，总人口11147人，人口密度100人/平方公里。